# Hemidactylus lopezjuradoi
Espèce
Statut de conservation UICN

 DD  : Données insuffisantes
Hemidactylus lopezjuradoi est une espèce de geckos de la famille des Gekkonidae.

## Répartition
Cette espèce est endémique de Fogo dans les îles du Cap-Vert.

## Description
Hemidactylus lopezjuradoi mesure jusqu'à 40 mm, queue non comprise.

## Étymologie
Cette espèce est nommée en l'honneur de Luís Felipe López-Jurado.

## Publication originale
- Arnold, Vasconcelos, Harris, Mateo & Carranza, 2008 : Systematics, biogeography and evolution of the endemic Hemidactylus geckos (Reptilia, Squamata, Gekkonidae) of the Cape Verde Islands: based on morphology and mitochondrial and nuclear DNA sequences. Zoologica Scripta, vol. 37, n. 6, p. 619-636 (texte intégral).